# Palau Nathaniel Rothschild
El Palau Nathaniel Rothschild (o Palais Nathaniel Rothschild) va ser una residència palatina a Viena, Àustria. Va ser un dels cinc Palais Rothschild de la ciutat que eren propietat de membres de la família de banquers Rothschild d'Àustria .

## Història
Va ser encarregat pel baró Nathaniel von Rothschild (1836–1905), que era germà gran del baró Albert von Rothschild. L'arquitecte francès Jean Girette va dissenyar i construir el palau d'estil neobarroc francès entre 1871 i 1878. Estava situat a Theresianumgasse 16-18, al quart districte (Wieden) de Viena.
El palau tenia dos pisos d'alçada i estava envoltat d'un jardí exuberant decorat amb fonts i escultures, tot construït per mostrar la riquesa de la família Rothschild. El baró Nathaniel va organitzar un gran ball per a la inauguració de la casa, incloent una orquestra que tocava instruments antics de la col·lecció d'instruments musicals del propi baró. La col·lecció d'art que s'hi albergava era reconeguda. El baró Nathaniel també era famós per les seves importants activitats filantròpiques i benèfiques.
Després de l'Anschluß (annexió) d'Àustria per l'Alemanya nazi el 1938, els membres de la família es van veure obligats a fugir i els seus béns van ser confiscats pels nazis. La Gestapo s'hi va traslladar i va utilitzar aquest palau per als seus interrogatoris. L'edifici en si va ser molt danyat durant els bombardejos aliats el 1944.

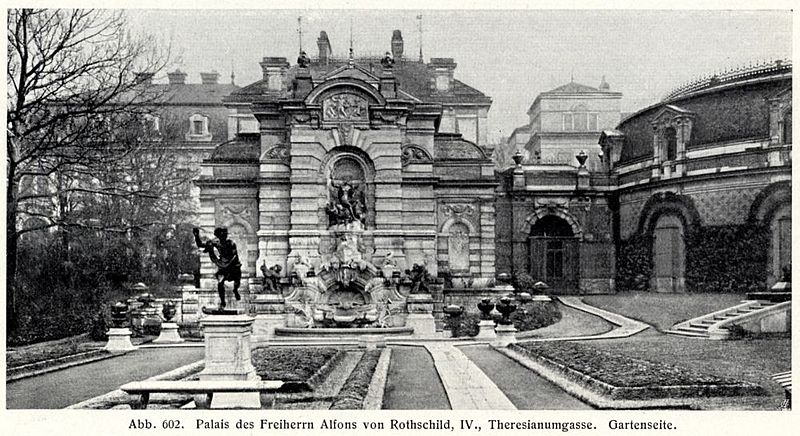
El jardí de la residència

Al final de la Segona Guerra Mundial, els propietaris van tornar-hi i s'hi van trobar una ruïna fumant. Les ruïnes van ser enderrocades; alguns dels materials van ser utilitzats per a la reconstrucció de la ciutat, inclòs l'Stephansdom. La finca va ser finalment venuda a la Cambra de Treball austríaca per l'única hereva, la baronessa Clarice de Rothschild, el 1950. La Cambra de Treball va fer enderrocar la resta de les ruïnes i va aixecar un edifici modern i senzill per als seus aprenents.